# Stéphane Houdet
Stéphane Houdet (nacido el 20 de noviembre de 1970) es un tenista francés. Es un ex número uno del mundo individual y el actual número cuatro del mundo en dobles.

## Carrera

### Individual
Ganó dos títulos en la temporada 2013 con las victorias logradas en Johannesburgo y Cerdeña. Fue finalista perdedor en Pensacola, Roma, Nottingham, St Louis y Rue. También ganó dos títulos individuales de Grand Slam en Roland Garros y Nueva York y fue finalista en Melbourne.

### Dobles
Se asoció con Ronald Vink para obtener los títulos de dobles en Sídney y Nottingham. Cuando Frederic Cattaneo fue su compañero en los torneos de dobles ganaron títulos en Baton Rouge y Johannesburgo. También fueron pareja en la final perdida en Pensacola. En torneos de dobles con Martin Legner, Houdet ganó el título en Roma y fue finalista perdedor en Cerdeña. Shingo Kunieda se asoció con él para obtener títulos de dobles en París y San Luis, así como dos títulos de Grand Slam en Roland Garros y Wimbledon. Junto a Gordon Reid, ganó títulos en Rotterdam Rue, y el Masters de dobles.

## Títulos de Grand Slam

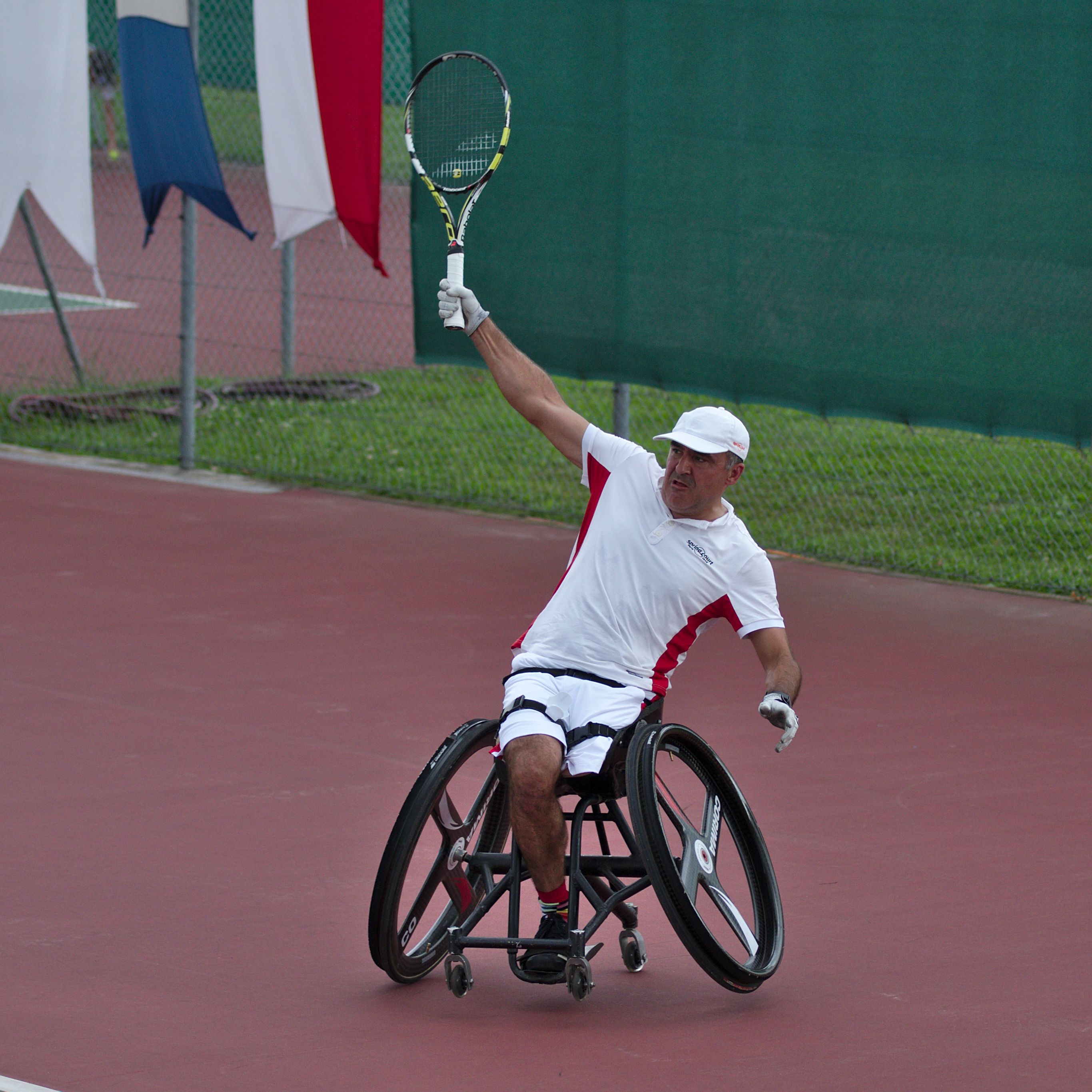
Houdet en la semifinal masculina en Ginebra en 2014

- 2007 Abierto de Francia - Dobles masculinos en silla de ruedas
- Abierto de Francia 2009 - Dobles masculinos en silla de ruedas
- Campeonato de Wimbledon 2009 - Dobles masculinos en silla de ruedas
- 2009 US Open - Dobles masculinos en silla de ruedas
- Abierto de Australia 2010 - Dobles masculinos en silla de ruedas
- Abierto de Francia 2010 - Dobles masculinos en silla de ruedas
- 2011 US Open - Dobles masculinos en silla de ruedas
- Abierto de Francia 2012 - Individuales masculinos en silla de ruedas
- 2013 Abierto de Francia - Individuales masculinos en silla de ruedas
- Abierto de Francia 2013 - Dobles masculinos en silla de ruedas
- Campeonato de Wimbledon 2013 - Dobles masculinos en silla de ruedas
- 2013 US Open - Individuales masculinos en silla de ruedas
- Abierto de Australia 2014 - Dobles masculinos en silla de ruedas[21]
- Abierto de Francia 2014 - Dobles masculinos en silla de ruedas
- Campeonato de Wimbledon 2014 - Dobles masculinos en silla de ruedas
- 2014 US Open - Dobles masculinos en silla de ruedas
- Abierto de Australia 2015 - Dobles masculinos en silla de ruedas
- 2017 US Open - Individuales masculinos en silla de ruedas